# Black Swan (timbre)
Pour les articles homonymes, voir Black Swan.

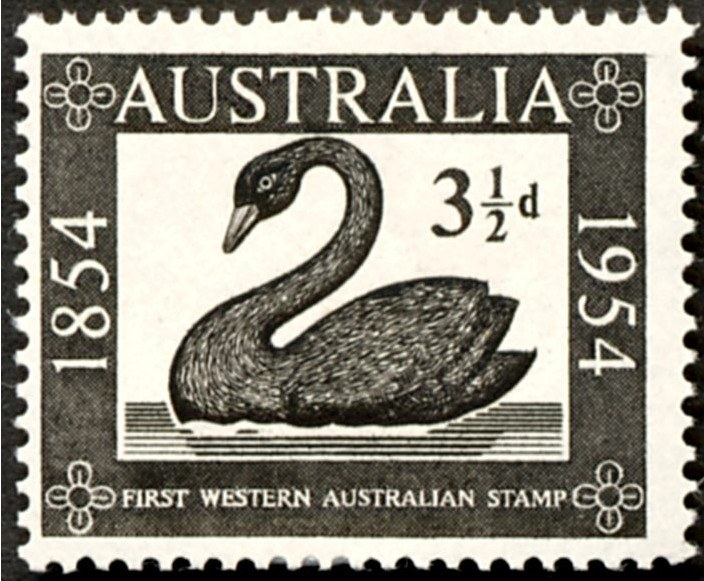
Timbre australien de 1954 émis pour le centenaire du premier Black Swan.

Le Black Swan (cygne noir) est le premier timbre émis par la colonie britannique d’Australie-Occidentale en 1854. Il représente un cygne noir, animal encore typiquement australien à l'époque.

## Description
En 1854, le timbre non dentelé a été gravé et imprimé à Londres par Perkins Bacon. Sa valeur faciale était d'un penny.

## Continuation
Les valeurs suivantes de la série ont été produites en lithographie par Horace Samson à Perth.
En dehors de quelques timbres à l’effigie de la reine Victoria émis en 1902, l’Australie-Occidentale a émis essentiellement des timbres illustrés par des cygnes jusqu’à la création du Commonwealth d’Australie en 1912. Ses réimpressions furent effectuées en lithographie dans la colonie. En 1912, la valeur principale de la série a été surchargée « One Penny » pour être valable dans tout le territoire australien.
Jusqu’en 1862, le filigrane des timbres de la colonie reprennent la silhouette de cet oiseau.
En philatélie thématique, le Black Swan est premier timbre du thème oiseaux.

## Variétés de la série

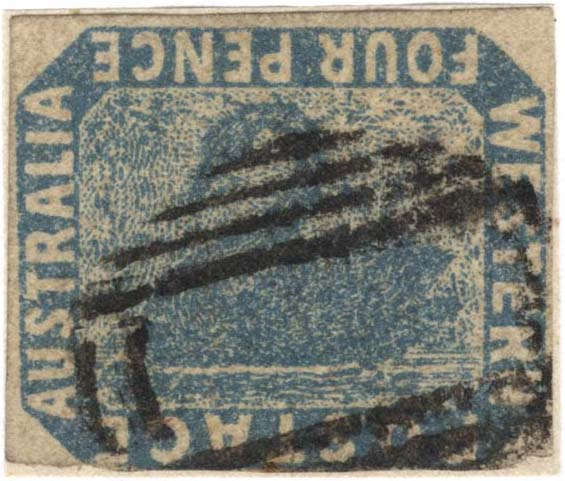
La variété du centre renversé sur 4 pence bleu.

Dans la série des « cygnes » d'Australie-Occidentale, le 4 pence bleu (4d) de 1855 a été le premier timbre-poste à connaître l'émission d'un tête-bêche accidentel. 
En janvier 1855, un an après l'émission de la première série, Alfred Hillman sort des archives la plaque d'impression pour fabriquer de nouveaux timbres de 4 pence. Deux des clichés étaient abîmés ; ils ont été remplacés, mais l'un des deux a été replacés à l'envers sur la plaque.
97 feuilles de 60 timbres ont été fabriquées avec ces têtes-bêche avant qu'Hillmann ne remarque et corrige l'erreur.
Il a subsisté 16 exemplaires de cette erreur, tous oblitérés.

## Commémoration
Des timbres sur timbres ont été émis par la poste australienne, reprenant le figuré du Black Swan :
– en 1929 pour le centenaire de la colonie d'Australie-Occidentale :
– en 1954 pour le centenaire du premier timbre d'Australie-Occidentale.

## Référence
- Philatelic Gems 1, éd. Amos Press, 1989 (en anglais), sur les têtes-bêche du 4 pence.